# Élections municipales de 2014 à Brest
Pour un article plus général, voir Élections municipales de 2014 dans le Finistère.
Les élections municipales de 2014 à Brest se sont déroulées les 23 et 30 mars 2014 afin de renouveler les 55 conseillers municipaux et d'élire des 35 conseillers communautaires de la commune.
Le maire sortant, François Cuillandre, se représente pour la troisième fois avec une liste d'union de la gauche. Au premier tour, il a face à lui deux listes de divers droite, deux listes d'extrême gauche et une liste Rassemblement bleu Marine. Un duel gauche-droite s'instaure au second tour.
À l'issue du scrutin marqué par une abstention plus élevée qu'au niveau national, François Cuillandre est réélu maire de Brest mais enregistre son pire score depuis 2001.

## Mode de scrutin
Le mode de scrutin à Brest est celui des villes de plus de 1 000 habitants. Les conseillers municipaux sont élus au scrutin de liste à deux tours, avec dépôt de listes comportant au moins autant de candidats que de sièges à pourvoir, sans adjonction ni suppression de noms et sans modification de l'ordre de présentation.
Si une liste a recueilli la majorité absolue des suffrages exprimés au premier tour, la moitié des sièges du conseil municipal, arrondie à l'entier supérieur, lui est attribuée. Le reste est réparti à la proportionnelle suivant la règle de la plus forte moyenne, à condition que les listes aient obtenus plus de 5 % des suffrages exprimés.
Sinon on procède à un second tour où peuvent se présenter les listes ayant obtenu 10 % des suffrages exprimés. La composition de ces listes peut être modifiée pour comprendre les candidats ayant figuré au premier tour sur d’autres listes, sous réserve que celles-ci aient obtenu au premier tour au moins 5 % des suffrages exprimés. À l’issue du second tour, les sièges sont répartis de la même façon.

## Contexte

### Enjeux
Brest est à gauche depuis 1989. Élu dans la majorité la même année, François Cuillandre, maire et président de l'intercommunalité depuis 2001, se présente en 2014 pour un 3e mandat.
Sous sa précédente mandature, la ville a poursuivi son développement et s'est vu dotée de plusieurs infrastructures importantes. Le port du château voit le jour en 2008, dans une ancienne enceinte militaire. La première ligne de tramway, après 4 années de travaux, est mise en service en 2012. Avec son arrivée, la circulation est modifiée, surtout en centre-ville : les rues de Siam ou Jean-Jaurès deviennent par exemple semi-piétonnes. Le bas de la première est d'ailleurs réaménagé. Brest Arena ouvre ses portes en 2014. En outre, le plateau des Capucins, cédé à la ville en 2009, et le téléphérique sont des projets déjà lancés par la municipalité mais pas encore réalisés, ce qui motive le maire sortant à se représenter.
Néanmoins, la construction de ses importants équipements n'a pas produit d'effets sur l'attractivité de la ville. La population municipale ne cesse de diminuer depuis plusieurs décennies. Sous la précédente mandature, elle tombe sous la barre des 140 000 habitants, avec une perte de presque 3 000 habitants, dont une baisse marquée chez les plus jeunes,. Malgré un bond de la fréquentation du réseau Bibus un an après l'inauguration du tramway, le suivi socio-économique mené par l'agence d'urbanisme Brest-Bretagne (ADEUPa) est contrasté : certains quartiers ont été réhabilités et ont bénéficié d'une nouvelle dynamique pendant que d'autres, complètement oubliés par le tracé, ne voient aucun impact. En outre, l'activité commerciale s'est principalement développée en périphérie tandis qu'elle a diminué dans les quartiers centraux. L'opposition dénonce des « investissements de prestige [...] pas en rapport avec nos capacités financières ».
La ville reste enfin très éloignée de la capitale : relier Brest à Paris en 3 heures en TGV est un vieux serpent de mer qui ne trouve pas d'issue malgré la mobilisation du maire.

### Rappel des résultats de 2008
| Tête de liste                         | Tête de liste         | Liste                 | Premier tour | Premier tour | Second tour | Second tour | Sièges |
| Tête de liste                         | Tête de liste         | Liste                 | Voix         | % exprimés   | Voix        | % exprimés  | Nombre |
| ------------------------------------- | --------------------- | --------------------- | ------------ | ------------ | ----------- | ----------- | ------ |
|                                       | François Cuillandre * | PS-Union de la Gauche | 20 573       | 45,79        | 26 424      | 60,68       | 44     |
| Brest en marche                       |                       |                       | 20 573       | 45,79        | 26 424      | 60,68       | 44     |
|                                       | Laurent Prunier       | MAJ                   | 9 446        | 21,02        | 11 996      | 28,60       | 8      |
| Ensemble, ambitieux pour Brest        |                       |                       | 9 446        | 21,02        | 11 996      | 28,60       | 8      |
|                                       | Fortuné Pellicano     | DVD                   | 5 234        | 11,65        | 4 467       | 10,72       | 3      |
| Rassemblement pour faire gagner Brest |                       |                       | 5 234        | 11,65        | 4 467       | 10,72       | 3      |
|                                       | Céline Mandon         | EXG                   | 4 034        | 8,99         |             |             |        |
| Pour Brest, la gauche debout          |                       |                       | 4 034        | 8,99         |             |             |        |
|                                       | Mikaël Cabon          | MoDem                 | 3 869        | 8,61         |             |             |        |
| Brest au cœur                         |                       |                       | 3 869        | 8,61         |             |             |        |
|                                       | Hugues Bouché         | DVG                   | 1 030        | 2,29         |             |             |        |
| Liste ouvrière et socialiste          |                       |                       | 1 030        | 2,29         |             |             |        |
|                                       | André Cherblanc       | LO                    | 740          | 1,65         |             |             |        |
| Liste lutte ouvrière                  |                       |                       | 740          | 1,65         |             |             |        |
|                                       |                       |                       |              |              |             |             |        |
| Inscrits                              | Inscrits              | Inscrits              | 87 872       | 100,00       | 87 872      | 100,00      |        |
| Abstentions                           | Abstentions           | Abstentions           | 41 249       | 46,94        | 43 641      | 49,70       |        |
| Votants                               | Votants               | Votants               | 46 623       | 53,06        | 44 201      | 50,30       |        |
| Blancs et nuls                        | Blancs et nuls        | Blancs et nuls        | 1 694        | 1,93         | 2 260       | 3,16        |        |
| Exprimés                              | Exprimés              | Exprimés              | 44 929       | 41,13        | 41 941      | 47,73       |        |
| * Liste du maire sortant              |                       |                       |              |              |             |             |        |

### Conseil municipal sortant
| Groupe | Groupe                          | Sigle | Partis      | Nombre de sièges | Positionnement |
| ------ | ------------------------------- | ----- | ----------- | ---------------- | -------------- |
|        | Élu(e)s socialistes             | SOC   | PS          | 28               | Majorité       |
|        | Communistes et citoyens         | CC    | PCF         | 5                | Majorité       |
|        | Europe Écologie Les Verts       | EÉLV  | EÉLV        | 4                | Majorité       |
|        | Brest Nouvelle Citoyenneté      | BNC   | DVG         | 4                | Majorité       |
|        | Union démocratique bretonne     | UDB   | UDB         | 2                | Majorité       |
|        | Parti radical de gauche         | PRG   | PRG         | 1                | Majorité       |
|        | Union de la droite et du centre | UDC   | DVD-UMP-UDI | 7                | Opposition     |
|        | Divers droite                   | DVD   | DVD         | 2                | Opposition     |
|        | Agir pour Brest                 | APB   | DVD         | 2                | Opposition     |

## Candidatures

### Gauche
Au PS, François Cuillandre, maire sortant, est le seul à se déclarer candidat pour les élections. Le 24 juin 2013, il est officiellement investi par le vote des adhérents de la fédération de Brest.
|                | François Cuillandre | 124 | 100,00 |
|                |                     |     |        |
| Votants        | Votants             | 124 | 100,00 |
| Blancs et nuls | Blancs et nuls      | 2   | 1,61   |
| Exprimés       | Exprimés            | 122 | 98,39  |

Sa liste, en plus du PS, comprend le Parti communiste français, Europe Écologie les Verts, Brest Nouvelle Citoyenneté (d'anciens élus du Parti de Gauche entrés dans la majorité), le Parti radical de gauche et l'Union démocratique bretonne. Le programme, « fruit d’un travail collectif, entre les composantes de notre équipe, avec les autres listes de gauche de la métropole », s'articule autour de trois axes principaux : l’emploi et le développement économique, la qualité de la vie, la modération fiscale.
Face à cette liste de gauche plurielle, le Parti de gauche, le Nouveau Parti anticapitaliste, la Gauche anticapitaliste et la Fédération pour une alternative sociale et écologique, s'unissent afin d'avoir « des élus indépendants du PS, libres de vote comme d'expression [...] qui portent la colère populaire »,. Leur liste est conduite par Quentin Marchand et Christine Panaget-Le Roy.

### Centre
En juin 2013, Christine Margogne, déléguée du MoDem à Brest Métropole Océane, déclare en son nom que Bernadette Malgorn est « proche [des] critères du MoDem ». Le parti confirme cette position 6 mois plus tard. Plusieurs membres du MoDem viennent intégrer la liste de Bernadette Malgorn.
L'UDI nomme en novembre 2013 Catherine Uguen, conseillère municipale, comme cheffe de file du parti pour les élections. À défaut de nombre suffisant d'adhérents pour former une liste, l'UDI annonce soutenir la personne qui sera investie par l'UMP. Finalement, ce dernier ne tranche pas entre les prétendants déclarés et l'UDI se disperse sur les deux listes de droite, bien que le parti dise donner son soutien à Bernadette Malgorn.

### Droite
Début 2013, les comités UMP de Brest désigne Laurent Prunier, tête de liste sortante aux dernières élections et président départemental du parti, pour mener une liste de rassemblement de la droite et du centre. Après plusieurs mois d'interrogations, la candidature de Bernadette Malgorn, présidente du groupe de la droite et du centre au conseil régional de Bretagne, est officialisée en juin. De leur côté, Sophie Mével (MPF) et Brigitte Hû (UMP), conseillères municipales et anciennes co-listières de Laurent Prunier, déclarent préparer une liste divers droite.
La décision de la commission nationale d’investiture de l’UMP est connue en novembre 2013, après plusieurs reports,. Elle ne désigne pas de candidat officiel, refusant de se prononcer entre Laurent Prunier, soutenu par Jean-François Copé, et Bernadette Malgorn, soutenue par François Fillon. Devant ce fait, l'un et l'autre crée une liste. Brigitte Hû est quant à elle suspendue provisoirement du parti, notamment pour vouloir monter une liste avec Sophie Mével. Cette dernière renonce dans la foulée à présenter une liste et annonce ne soutenir aucun candidat.
La liste de Laurent Prunier reçoit le soutien des Jeunes populaires du Finistère.
La liste de Bernadette Malgron obtient le soutien officiel du MoDem, du Parti chrétien-démocrate et de France écologie.

### Front national - Rassemblement bleu Marine
Absent aux élections municipales de 2008, le Front national désigne dès le début 2013 Alain Rousseau à la tête d'une liste Rassemblement bleu Marine. Cette dernière, formée conjointement avec le parti Souveraineté, identité et libertés, défend un programme porté sur la sécurité, la production d'énergie dans une ville davantage tournée vers la mer,.

### Listes déposées
| Liste | Liste                                                    | Parti(s)                          | Tête de liste       |
| ----- | -------------------------------------------------------- | --------------------------------- | ------------------- |
|       | Lutte ouvrière faire entendre le camp des travailleurs   | LO                                | André Cherblanc     |
|       | Colère de Brest ! L'humain d'abord                       | PG - FASE - GA - NPA              | Quentin Marchand    |
|       | Ensemble pour Brest, tenons le cap                       | PS - PCF - EELV - PRG - BNC - UDB | François Cuillandre |
|       | Avec Bernadette Malgorn, au service de tous les Brestois | DVD - MoDem - PCD                 | Bernadette Malgorn  |
|       | Vous, nous, Brest !                                      | DVD                               | Laurent Prunier     |
|       | Brest Bleu Marine                                        | RBM (FN - SIEL)                   | Alain Rousseau      |

## Campagne
Les comités de soutien sont connus en mars. Bernadette Malgorn dévoile une liste de 55 noms, suivie quelques jours plus tard par François Cuillandre avec 185 soutiens.
Aucune liste ne fusionne au second tour. En effet, François Cuillandre avait déjà écarté l'idée en 2013. Bernadette Malgorn annonce la même chose quelque temps avant le premier tour. Elle reçoit le soutien de Laurent Prunier, qui déclare malgré tout que son parti « est en grande partie responsable » de son échec.

### Débats
Le 23 janvier 2014, un premier débat est organisé sur France Bleu Breizh Izel. Les trois principaux concurrents, François Cuillandre, Bernadette Malgorn et Laurent Prunier, échangent sur les questions de sécurité et la décision de construire le téléphérique. Toutes les têtes de liste, sauf Lutte ouvrière, sont réunies par France 3 Bretagne le 20 mars pour un second débat. Les sujets abordés tournent entre autres autour des transports en commun (deuxième ligne du tramway et téléphérique), de l'économie et du développement portuaire ainsi que de la fiscalité.
Le débat du second tour s'est déroulé le 26 mars au Mac Orlan, devant plus de 150 personnes. Organisé par Le Télégramme et France Bleu Breizh Izel et Tébéo, il était également retransmis par ce dernier.

### Polémiques
Le début de l'année 2014 est marqué par deux controverses. L'« affaire de la galette des rois », qui avait eu lieu l'année passée, resurgit en janvier. Un élu local et le Parti socialiste brestois doivent de nouveau expliquer les véritables raisons qui ont poussé la mairie à retirer les couronnes des cantines.
En février, Alain Rouseau, candidat Rassemblement bleu Marine, affirme que le maire dispose « d'une police municipale dans les quartiers » dont le rôle est de « ficher les gens ». Ces propos sont vivement dénoncés par un élu de la majorité sortante, qui se déclare « affligé par le niveau de la campagne ». Il ajoute que « certaines équipes de campagne, par forcément du FN, racontent aux habitants qu'ils devront partir, que leur HLM va être loué à des Kosovars, parfois à des habitants du "93", parce que Brest aurait touché de l'argent venant de là pour financer le tram ».

### Compte de campagne
La Commission nationale des comptes de campagne et des financements politiques a contrôlé chacun des comptes des candidats.
| Tête de liste | Tête de liste       | Dépenses (en euros) | Recettes (en euros) | Recettes (en euros) | Recettes (en euros) | Recettes (en euros) | Recettes (en euros) | Remboursement (en euros) |
| Tête de liste | Tête de liste       | Dépenses (en euros) | Dons                | Apport du parti     | Apport personnel    | Concours en nature  | Autres              | Remboursement (en euros) |
| ------------- | ------------------- | ------------------- | ------------------- | ------------------- | ------------------- | ------------------- | ------------------- | ------------------------ |
|               | André Cherblanc     | 948                 | 0                   | 889                 | 0                   | 59                  | 0                   | 0                        |
|               | Quentin Marchand    | 16 732 (17 175)     | 0                   | 0                   | 16 732 (17 175)     | 0                   | 0                   | 16 732                   |
|               | François Cuillandre | 138 528 (148 048)   | 25 880              | 20 268              | 92 380 (101 900)    | 0                   | 0                   | 92 380                   |
|               | Bernadette Malgorn  | 111 981 (116 495)   | 7 005               | 0                   | 105 154 (108 756)   | 0                   | 735                 | 101 418                  |
|               | Laurent Prunier     | 84 286 (85 511)     | 50                  | 0                   | 84 236 (85 461)     | 0                   | 0                   | 73 654                   |
|               | Alain Rousseau      | 45 042 (46 142)     | 0                   | 0                   | 44 952 (46 052)     | 90                  | 0                   | 44 952                   |

## Résultats
- Maire sortant : François Cuillandre (PS)
- 55 sièges à pourvoir (population légale 2011 : 140 547 habitants)

| Tête de liste                                           | Tête de liste         | Liste                   | Premier tour | Premier tour          | Second tour | Second tour           | Sièges au conseil | Sièges au conseil |
| Tête de liste                                           | Tête de liste         | Liste                   | Voix         | % exprimés (inscrits) | Voix        | % exprimés (inscrits) | municipal         | communautaire     |
| ------------------------------------------------------- | --------------------- | ----------------------- | ------------ | --------------------- | ----------- | --------------------- | ----------------- | ----------------- |
|                                                         | François Cuillandre * | PS-PCF-EELV-PRG-BNC-UDB | 17 740       | 42,46 (20,72)         | 22 187      | 52,71 (25,91)         | 42                | 27                |
| Ensemble pour Brest tenons le cap                       |                       |                         | 17 740       | 42,46 (20,72)         | 22 187      | 52,71 (25,91)         | 42                | 27                |
|                                                         | Bernadette Malgorn    | DVD-MoDem-PCD           | 11 550       | 27,65 (13,49)         | 19 902      | 47,28 (23,24)         | 13                | 8                 |
| Avec Bernadette Malgorn au service de tous les brestois |                       |                         | 11 550       | 27,65 (13,49)         | 19 902      | 47,28 (23,24)         | 13                | 8                 |
|                                                         | Laurent Prunier       | DVD                     | 4 165        | 9,97 (4,87)           |             |                       |                   |                   |
| Vous, nous, Brest !                                     |                       |                         | 4 165        | 9,97 (4,87)           |             |                       |                   |                   |
|                                                         | Alain Rousseau        | RBM                     | 4 093        | 9,80 (4,78)           |             |                       |                   |                   |
| Brest bleu marine                                       |                       |                         | 4 093        | 9,80 (4,78)           |             |                       |                   |                   |
|                                                         | Quentin Marchand      | PG-FASE-GA-NPA          | 3 408        | 8,16 (3,98)           |             |                       |                   |                   |
| Colère de Brest ! L'humain d'abord                      |                       |                         | 3 408        | 8,16 (3,98)           |             |                       |                   |                   |
|                                                         | André Cherblanc       | LO                      | 820          | 1,96 (0,96)           |             |                       |                   |                   |
| Lutte ouvriere faire entendre le camp des travailleurs  |                       |                         | 820          | 1,96 (0,96)           |             |                       |                   |                   |
|                                                         |                       |                         |              |                       |             |                       |                   |                   |
| Inscrits                                                | Inscrits              | Inscrits                | 85 609       | 100,00                | 85 609      | 100,00                |                   |                   |
| Abstentions                                             | Abstentions           | Abstentions             | 41 645       | 48,65                 | 40 819      | 47,68                 |                   |                   |
| Votants                                                 | Votants               | Votants                 | 43 964       | 51,35                 | 44 790      | 52,32                 |                   |                   |
| Blancs et nuls                                          | Blancs et nuls        | Blancs et nuls          | 2 188        | 2,56                  | 2 701       | 3,16                  |                   |                   |
| Exprimés                                                | Exprimés              | Exprimés                | 41 776       | 48,80                 | 42 089      | 49,16                 |                   |                   |
| * Liste du maire sortant                                |                       |                         |              |                       |             |                       |                   |                   |

### Conseil municipal élu
| Groupe | Groupe                      | Sigle | Partis            | Nombre de sièges | Positionnement |
| ------ | --------------------------- | ----- | ----------------- | ---------------- | -------------- |
|        | Élu(e)s socialistes         | SOC   | PS                | 25               | Majorité       |
|        | Europe Écologie Les Verts   | EÉLV  | EÉLV              | 5                | Majorité       |
|        | Communistes et citoyens     | CC    | PCF               | 4                | Majorité       |
|        | Brest Nouvelle Citoyenneté  | BNC   | DVG               | 4                | Majorité       |
|        | Parti radical de gauche     | PRG   | PRG               | 2                | Majorité       |
|        | Union démocratique bretonne | UDB   | UDB               | 1                | Majorité       |
|        | Sans étiquette              | SE    | SE                | 1                | Majorité       |
|        | Rassemblement pour Brest    | RPB   | DVD-UDI-MoDem-UMP | 13               | Opposition     |

Sur l'ensemble des conseillers municipaux, 31 d'entre eux sont des élus sortants : 2 pour l'opposition (plus de 15 % de l'effectif) et 29 pour la majorité (près de 74 % de l'effectif). En outre, 3 autres étaient déjà présents sur la liste de François Cuillandre en 2008, mais n'ont pas fait leur entrée au conseil au cours de la précédente mandature.
Le 5 avril 2014, le conseil municipal s'est réuni pour élire le nouveau maire. François Cuillandre obtient la majorité absolue avec 42 voix. L'opposition ne prend part au vote. Le même jour, le conseil précède à l'élection des adjoints.
|              | Nom | Nom                       | Groupe | Délégation                                                   |
| ------------ | --- | ------------------------- | ------ | ------------------------------------------------------------ |
| 1re adjointe |     | Bernadette Abiven         | SOC    | Finances, administration générale                            |
| 2e adjoint   |     | Alain Masson              | SOC    | Patrimoine, élections                                        |
| 3e adjointe  |     | Gaëlle Abily              | CC     | Culture                                                      |
| 4e adjoint   |     | Jean-Luc Polard           | SOC    | Cohésion sociale et participation des habitants              |
| 5e adjointe  |     | Julie Le Goïc             | EELV   | Santé                                                        |
| 6e adjoint   |     | Patrick Appéré            | BNC    | Sport                                                        |
| 7e adjointe  |     | Isabelle Montanari        | SOC    | Action sociale                                               |
| 8e adjoint   |     | Marc Sawicki              | SOC    | Politique éducative locale                                   |
| 9e adjointe  |     | Karine Coz-Elleout        | SOC    | Petite enfance                                               |
| 10e adjoint  |     | Jean-Claude Lardic        | SOC    | Animation jeunesse                                           |
| 11e adjointe |     | Anne-Marie Kervern        | UDB    | Droits et citoyenneté des personnes en situation de handicap |
| 12e adjointe |     | Marif Loussouarn          | EELV   | Égalité Femmes-Hommes                                        |
| 13e adjoint  |     | Yann Masson               | SOC    | Relation avec les Equipements de quartier                    |
| 14e adjointe |     | Patricia Salaun-Kerhornou | SOC    | Tranquillité urbaine et de la prévention des risques         |
| 15e adjoint  |     | Réza Salami               | SOC    | Jumelages - Quartier Centre-ville                            |
| 16e adjointe |     | Nathalie Chaline          | EELV   | Innovation sociale - Quartier Saint-Marc                     |
| 17e adjoint  |     | Yann Guével               | SOC    | Quartier Quatre-Moulins                                      |
| 18e adjointe |     | Jacqueline Héré           | CC     | Quartier Bellevue                                            |
| 19e adjointe |     | Sylvie Jestin             | SOC    | Quartier Lambézellec                                         |
| 20e adjoint  |     | Robert Jestin             | SOC    | Quartier Saint-Pierre                                        |
| 21e adjoint  |     | Hosny Trabelsy            | SOC    | Quartier Europe                                              |